# Раєн Мелоун
Раєн Мелоун (англ. Ryan Malone; 1 грудня 1979, м. Піттсбург, США) — американський хокеїст, лівий нападник. 
Виступав за «Вілкс-Барре/Скрентон Пінгвінс» (АХЛ), «Піттсбург Пінгвінс», «Еспоо Блюз», «Ріттен», «Тампа-Бей Лайтнінг».
В чемпіонатах НХЛ — 626 матчів (179+188), у турнірах Кубка Стенлі — 43 матчі (9+13). В чемпіонатах Фінляндії — 9 матчів (2+1). 
У складі національної збірної США учасник зимових Олімпійських ігор 2010 (6 матчів, 3+2), учасник чемпіонатів світу 2004 і 2006 (16 матчів, 5+2).
Досягнення
- Срібний призер зимових Олімпійських ігор (2010)
- Бронзовий призер чемпіонату світу (2006).